# Frabosa Sottana
Frabosa Sottana – miejscowość i gmina we Włoszech, w regionie Piemont, w prowincji Cuneo.
Według danych na rok 2004 gminę zamieszkiwało 1388 osób, 37,5 os./km².